# Drulha (Arieja)
Drulha (occità Dreuille) és un municipi francès situat al departament de l'Arieja i a la regió d'Occitània.